# Symphonie Nr. XIII (Badings)
De Symphonie Nr. XIII is een compositie voor harmonieorkest (symfonisch blaasorkest) van Henk Badings. Het is geschreven in opdracht van The American Wind Symphony Orchestra onder leiding van Robert Austin Boudreau. De première werd verzorgd door dit prestigieuze harmonieorkest op 29 juni 1967 te Pittsburgh (Pennsylvania).